# Gens Octavius
Gens Octavius, Octavii, var en romersk släkt (gens) från Velitrae, till vilken kejsar Augustus hörde innan han adopterades. Släktmedlemmar hade namnen Octavius eller Octavia.
Gens Octavius tillhörde enligt en utbredd uppfattning plebejerna, men var mycket förnäm. En släkttradition gjorde den till patricisk. Av dess medlemmar är följande de mest bekanta: 
1. Cneus Octavius, utmärkte sig i andra puniska kriget (218-201 f.Kr.) som amiral.
2. Cneus Octavius, pretor 168 f.Kr. och befälhavare över romerska flottan, triumferade 168 f. Kr. över Perseus av Makedonien och blev konsul 165 f. Kr.. Senare skickades han som sändebud till Syrien, men blev mördad där 163 f. Kr..
3. Marcus Octavius, den föregåendes son, folktribun 133 f.Kr. tillsammans med Tiberius Gracchus, gjorde motstånd mot dennes åkerlag och blev därför avsatt.
4. Cneus Octavius, sonson av Gneus Octavius 2), blev med Sullas bistånd konsul 87 f.Kr. och fördrev sin medkonsul Cinna från Rom. Men under det blodbad som följde på Marius och Cinnas belägring av Rom, blev han dödad och hans huvud uppspikat på Rostra.
5. Marcus Octavius, sonson av Marcus Octavius 3), kurulisk edil 50 f.Kr., anhängare till Pompejus och en av dennes amiraler i kriget mot Julius Caesar. Efter slaget vid Farsalos (48 f.Kr.) flydde han till Afrika och deltog åter i kampen mot Caesar,
6. Gaius Octavius, pretor 61 f.Kr., ståthållare i Macedonien 60-59, dog på hemresan i Nola och efterlämnade en son med Caesars systerdotter Atia, sedermera kejsar Augustus, och två döttrar, av vilka den ena, Octavia Minor, blev triumviren Marcus Antonius maka.